# 충주분지
충주분지(忠州盆地)는 남한강과 그 지류인 달천의 합류지점에 발달된 분지로 높이 100ｍ 내외의 침식 구릉군과 하천퇴적물로 형성되어 비옥한 평야를 이루어 미호평야와 함께 도내의 2대 곡창을 이루며 주요 기간산업 중심지이기도 하다. 쌀·담배·인삼·사과 등을 생산하며 한때는 남한강 주운(舟運)의 종점으로서 번영했다.